# Medaljfördelning vid olympiska vinterspelen 1928
Medaljfördelning vid olympiska vinterspelen 1928 är en lista på hur många medaljer de olika länderna fick under spelen som hölls i St. Moritz, Schweiz mellan 11 och 19 februari 1928. 464 idrottare från 25 länder deltog i 14 grenar i 6 sporter.
Två guldmedaljer, ingen silvermedalj och tre bronsmedaljer delades ut i herrarnas 500m skridsko på grund av att det var två åkare först och samtidigt i mål som fick dela på guldet och sedan kom tre åkare samtidigt som fick dela på bronset.

## Tabellen
Ländernas placering i listan avgörs av:
1. Antal guldmedaljer.
2. Antal silvermedaljer.
3. Antal bronsmedaljer.
4. Bokstavsordning (förändrar dock inte landets ranking).

Detta systemet används av IOK, IAAF och BBC.
      Värdnation (Schweiz)
| Pl.   | Nation          | Guld | Silver | Brons | Totalt |
| ----- | --------------- | ---- | ------ | ----- | ------ |
| 1     | Norge           | 6    | 4      | 5     | 15     |
| 2     | USA             | 2    | 2      | 2     | 6      |
| 3     | Sverige         | 2    | 2      | 1     | 5      |
| 4     | Finland         | 2    | 1      | 1     | 4      |
| 5     | Kanada          | 1    | 0      | 0     | 1      |
| 5     | Frankrike       | 1    | 0      | 0     | 1      |
| 7     | Österrike       | 0    | 3      | 1     | 4      |
| 8     | Belgien         | 0    | 0      | 1     | 1      |
| 8     | Tjeckoslovakien | 0    | 0      | 1     | 1      |
| 8     | Tyskland        | 0    | 0      | 1     | 1      |
| 8     | Storbritannien  | 0    | 0      | 1     | 1      |
| 8     | Schweiz         | 0    | 0      | 1     | 1      |
| Total | Total           | 14   | 12     | 15    | 41     |